# (30828) Bethe
(30828) Bethe – planetoida z grupy pasa głównego asteroid okrążająca Słońce w ciągu 3 lat i 199 dni w średniej odległości 2,32 j.a. Została odkryta 12 października 1990 roku w Karl Schwarzschild Observatory w Tautenburgu przez Freimuta Börngena i Lutza Schmadela. Nazwa planetoidy pochodzi od Hansa Bethego (1906-2005), pioniera teoretcznej fizyki kwantowej, laureata nagrody Nobla. Przed nadaniem nazwy planetoida nosiła oznaczenie tymczasowe (30828) 1990 TK4.